# Рудник Хенті
Рудник Хенті (Henty) — гірничодобувний майданчик на австралійському острові Тасманія.
Рудник на золоторудному родовищі Хенті ввели в експлуатацію у 1996 році. Розробка ведеться підземним способом, при цьому використовують як шахтний стовбур, так і транспортний ухил. Загальна довжина виробіток копальні перевищила сотню кілометрів, а її глибина вже досягнула 800 метрів.
Продукція рудника проходить переробку на власній фабриці з вилучення золота, яка може приймати 0,3 млн тонн руди на рік.
Первісно передбачалось відпрацювати запаси за 5 років, проте їх постійний приріст унаслідок розвідки дозволив неодноразово подовжувати цей термін. У 2000 році рудник видав 3 тонни золота, а у 2004-му досягнули пікового показника у майже 4,5 тонни. Далі почалось падіння і в 2010/2011 фінансовому році цей показник становив уже лише 1,1 тонни. Втім, вжиті заходи з розвитку копальні дали певний результат, так що в 2011/2012 та 2014/2015 роках вдавалось видавати понад 1,5 тонни золота на рік. У 2021/2022 рудник випустив понад 0,8 тонни золота, для чого довелось вилучити 216 тисяч тонн руди.
Станом на середину 2022 року накопичений видобуток рудника за весь час існування становив уже 43,5 тонни, при цьому залишкові запаси рахувались як 1 млн тонн руди, що містить 3,6 тонни золота (крім того, ресурси категорії показані оцінювались у 1,8 млн тонн руди, яка має містити 8 тонн золота).
Проєкт запустила компанія Renison Goldfields Consolidated Limited. З 2001-го він належав Aurion Gold, а в 2003-му перейшов до канадської Placer Dome, яка в 2006-му була поглинута так само канадською Barrick Gold. Остання в 2009-му продала замалу (як для неї) копальню компанії Unity Mining. Далі з 2016-го рудником володіла Diversified Minerals, а в 2021-му новим власником стала Catalyst Metals Ltd.